# Болгарка (природний парк)
«Болгарка» — природний парк в Болгарії.

## Розташування
Парк розташований на північних схилах  Балканських гір і займає територію в центральному і східному розділі «Балканських гір». Парк охоплює частину території муніципалітетів Габрово і Трявна. Район характеризується великою різноманітністю  рельєфу. Характерними для регіону є історичні пам'ятки через граничну роль Балканських пір  в історії Балканського півострова.
Велика рельєфна різноманітність  розташування природного парку. Він займає територію переходу між крутим рельєфом центральних Балкан і значно більш низьким і пологим східним розділом «Балканських гір». Це розмаїття в рельєфі передбачає і велику різноманітність флори і фауни в цьому районі. Це, як і особливе історичне значення цієї частини Балканських гір, призвело до оголошення місцевості як природного парку.
У межах природного парку «Болгарка» знаходиться верхня течія і джерела річки Янтра, а також її основні притоки. Площа природного парку складає 21 772 га, а парки дев'яти населених пунктів з Габрово та Трявни включені до парку.

## Статус
Природний парк «Болгарка» був створений 9 серпня 2002 року, з метою збереження характерної для Балканських гір букової екосистеми, а також через культурно-історичне значення регіону. 

## Тваринне і рослинне різноманіття
Лісова територія парку становить 17 460,62 га або 80,20 % від усієї його поверхні. З деревних видів, найбільший відсоток припадає на бук — 65 %. Зустрічаються і різні види дуба (цер, зимовий, літній, благун та інші); звичайний, водяний граб; липа; в'яз; акація; осика; клен; ясен; черешня; падуб, горобина; берека; береза і багато інших.
З хвойних зустрічаються біла і чорна сосна, ялина, ялинка, біла ялиця і інші. З реліктових голосіменних на території парку знаходиться тис, природна місцевість його займає територію 0,6 га. Унікальним для цієї місцевості є середовище існування природоохоронного значення, яке зустрічається тільки тут і має три види — бук-тис-лавр. В парку встановлені інші середовища існування, що мають значення для збереження — бук з лавром, бук з лазангою, бук з водяним грабом, бук з чорницею, бук — жель — мох   і багато іншого.

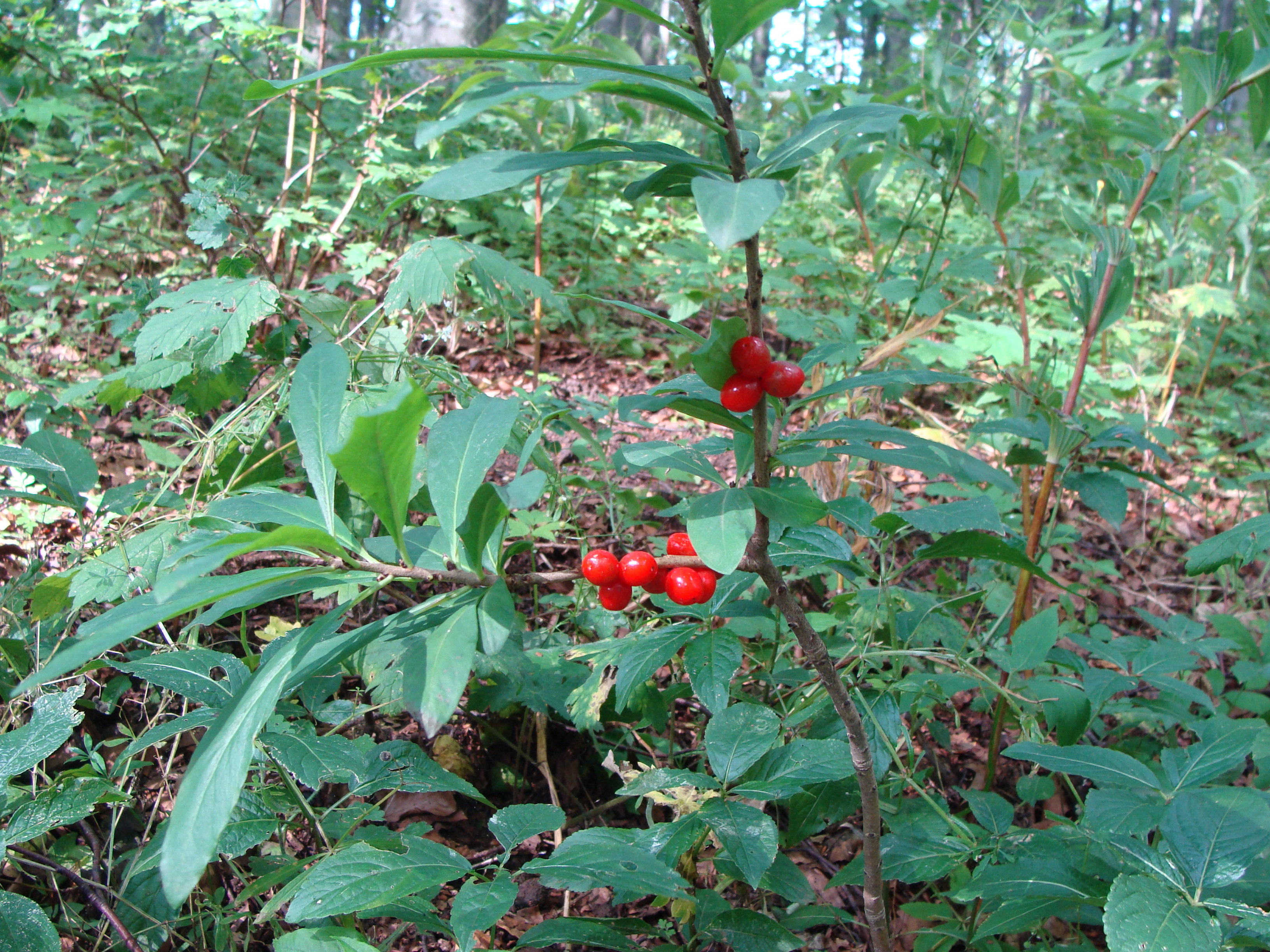
Ягоди (дикого дерева — Daphne mezereum)

Маленька площа, з різноманітним рельєфом та ґрунтово-кліматичними  умовами обумовлює  велику різноманітність деревних, так і чагарникових і трав'янистих видів. Враховуючи те, що природний парк «Болгарка» — наймолодший парк в країні, важка робота з виявлення і систематизації трав'янистої  різноманітності ще попереду. На сьогодні зареєстровано 360 рослинних видів, з яких 31 вид фігурують в Червоній книзі  Болгарії (тис, беладона звичайна, силивряк, гірський клен (жешля), різні види болгарських орхідей, лікувальна твітер, гірська цибуля, нейчев ходу, гірський секирче, різні види шапичета та інші. Майже 70 % з офіційно визнаних в Болгарії лікарських рослин зустрічаються на території парку за  різною щільністю. При зоогеографічному зонуванні парк потрапляє в зону європейської фауни, Балканогірський район.
Ліси населені великою кількістю диких тварин, таких як вовк, лисиця, шакал, ведмідь, кабан, олень благородний, лань, дикий кролик, східно-європейський їжак, білка, борсук, тхір і багато іншого. З пернатих зустрічаються скельний орел, малий яструб (керкенез), звичайна ветрушка, дикий голуб (гривек), скелястий голуб, великий строкатий дятел, чорний дятел, зелений дятел, зозуля, звичайний сарич, сова, домашній сич, біла плиска, гугутка, гургулиця, сойка, сорока, ворона сіра, кос, дрізд,  шпак, жайворонок, зяблик, соловей, домашній горобець, іволга, велика синиця та інші.
Рептилії: вуж – 3 види; звичайна і чорна гадюки, гадюка; зелена, коричнева, золота та інші ящірки; зліпок і багато іншого. З амфібій зустрічаються кілька видів жаб, саламандра вогняна, тритон та інші.  З риб зустрічаються форель, чорна мряна, і багато інших. Систематизація різноманітності безхребетних — членистоногих ще не  виконана.
Значна частина рідкісних, охоронних видів рослин та тварин зосереджена в природних пам'ятках «Ямні скелі» та «Називається скеля», а також заповідній території «Природний тис в районі Ізвора».
Велика частина наявних рідкісних, охоронних видів тварин і рослин зосереджені в природних пам'ятках «Туманні скелі» і «Закликана скеля» та в заповідній зоні «Природний тис в районі Ізвора».

## Заповідники

### Заповідні зони
- Мехчениця-Йововци
- Церква
- Холодна криниця

### Природні пам'ятки
- Плач скеля
- Золотий вінок — Місцевість «Туманні  скелі»

## Культурна спадщина
У Природному парку «Болгарка» знаходиться цілий ряд культурно-історичних пам'яток:
- Шипкинський перевал
- Монумент свободи — вершина  Столетова (Шипка)
- Архітектурно-етнографічний комплекс «Етир»
- АЇР Боженціте
- Сокольський монастир
- Дряновский монастир.

## Галерея

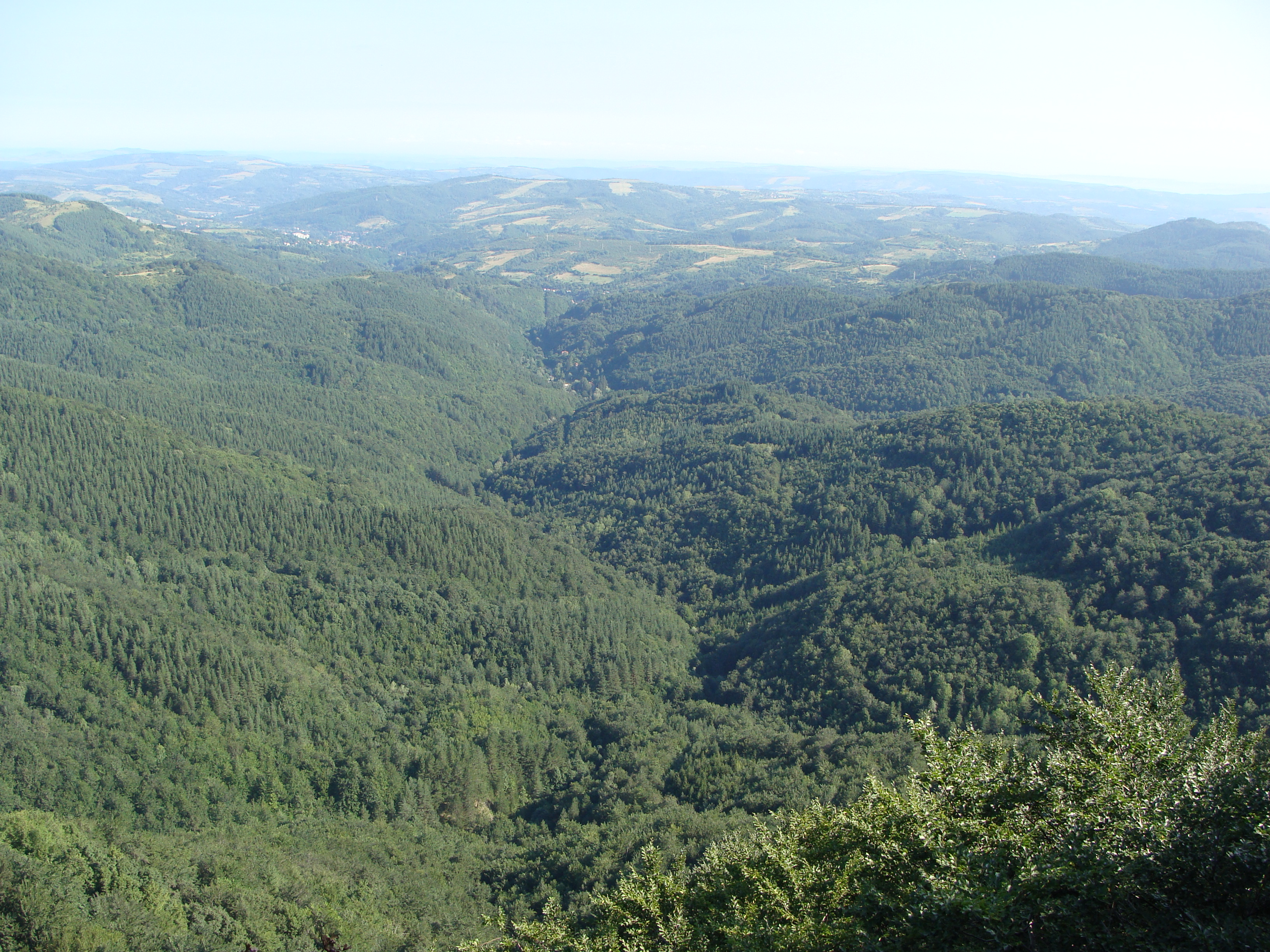
Погляд з вершини Болгарки, ліси природного парку „Болгарка“
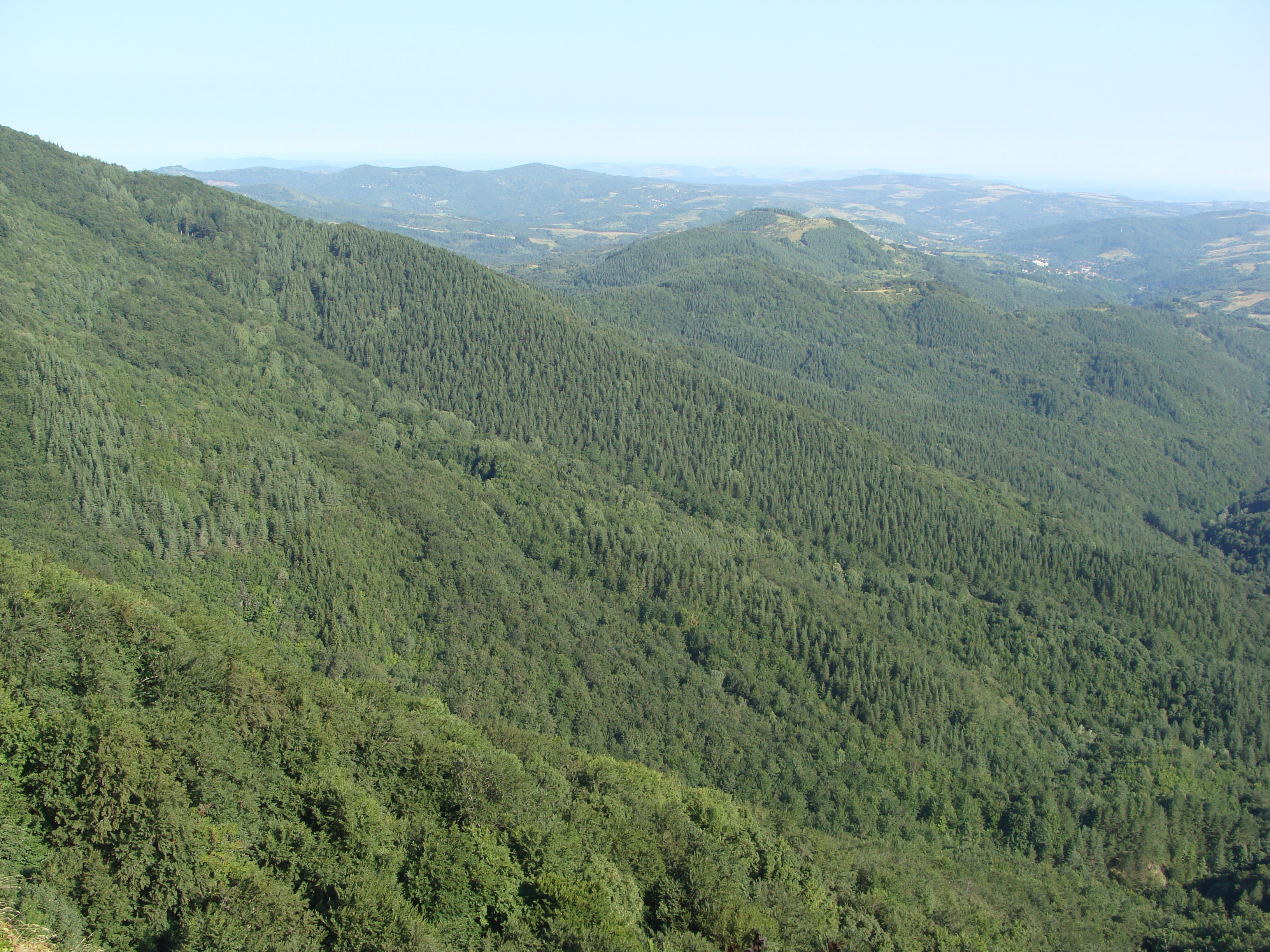
Ліси природного парку „Болгарка“
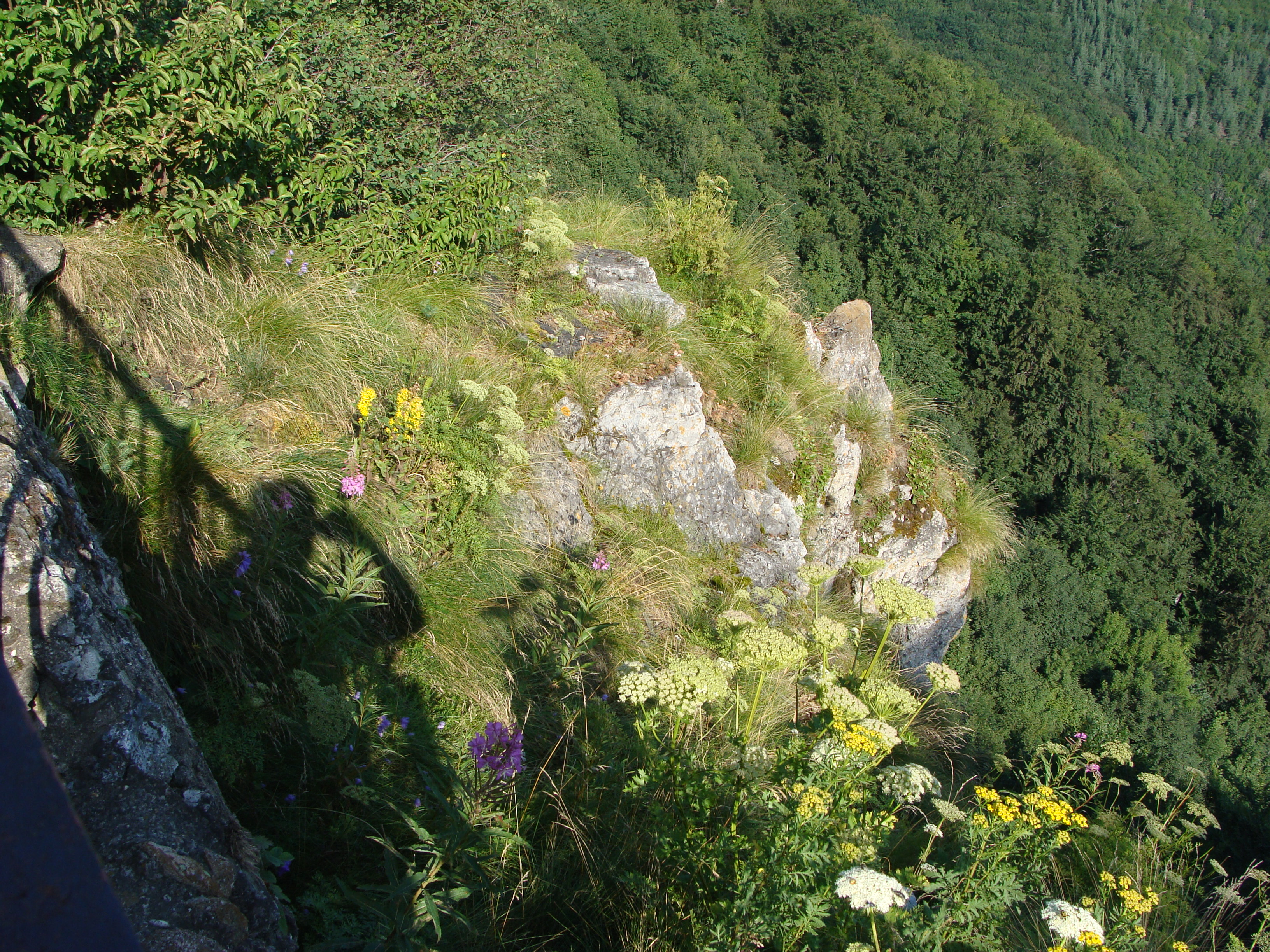
„Туманні скелі“ в природному парку „Болгарка“
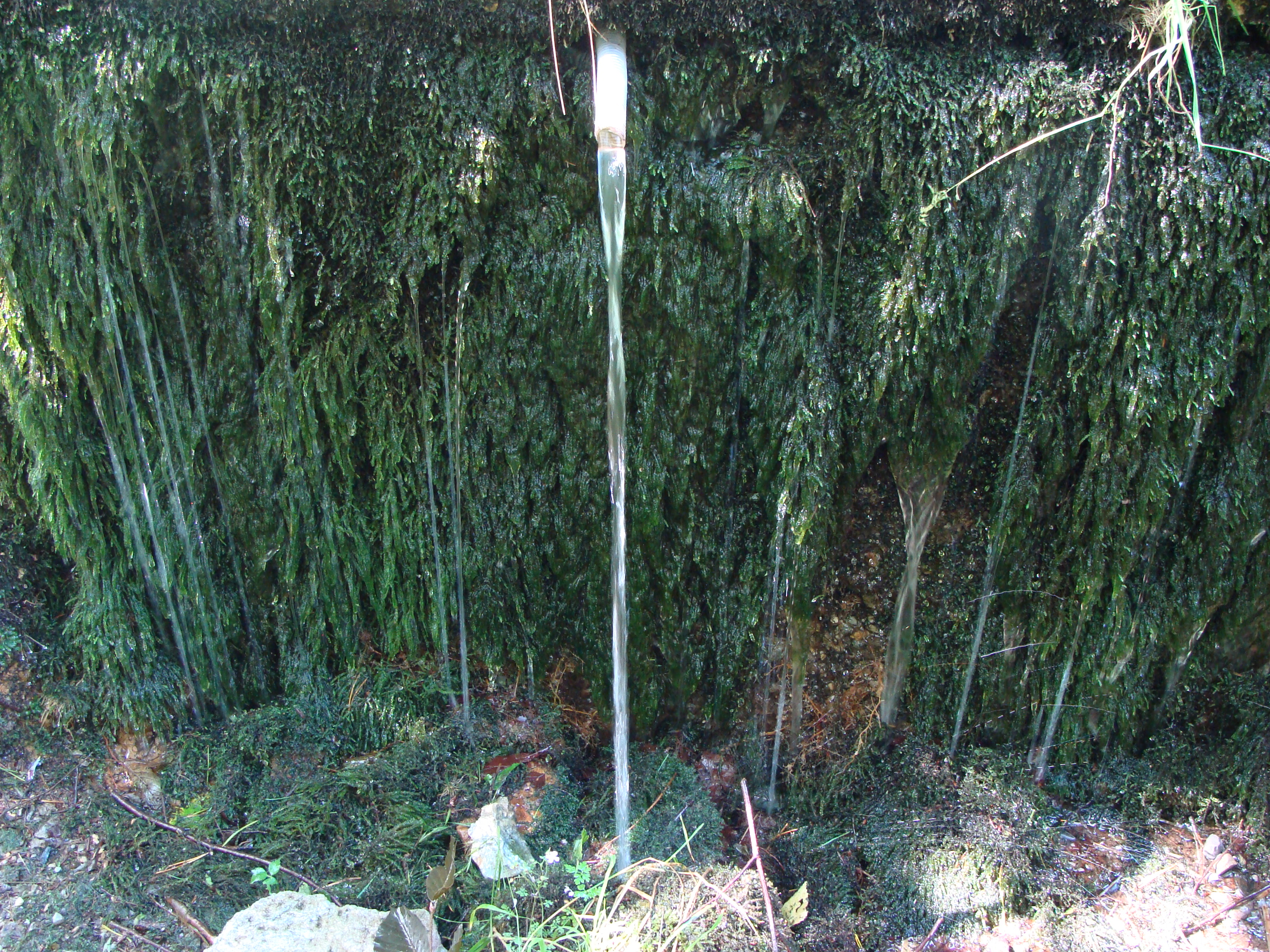
Весна в природному парку „Болгарка“
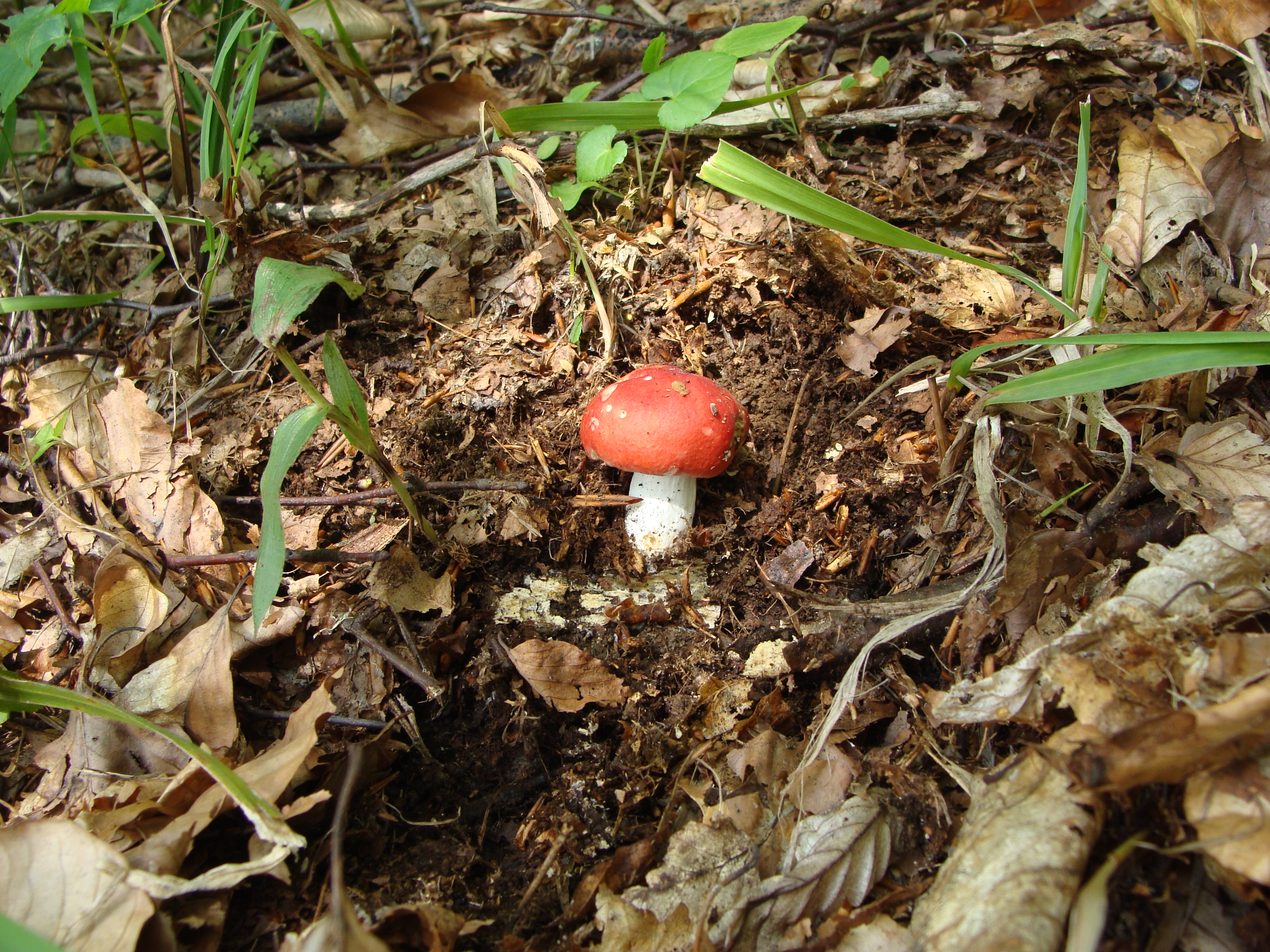
Лісові губки в природному парку „Болгарка“
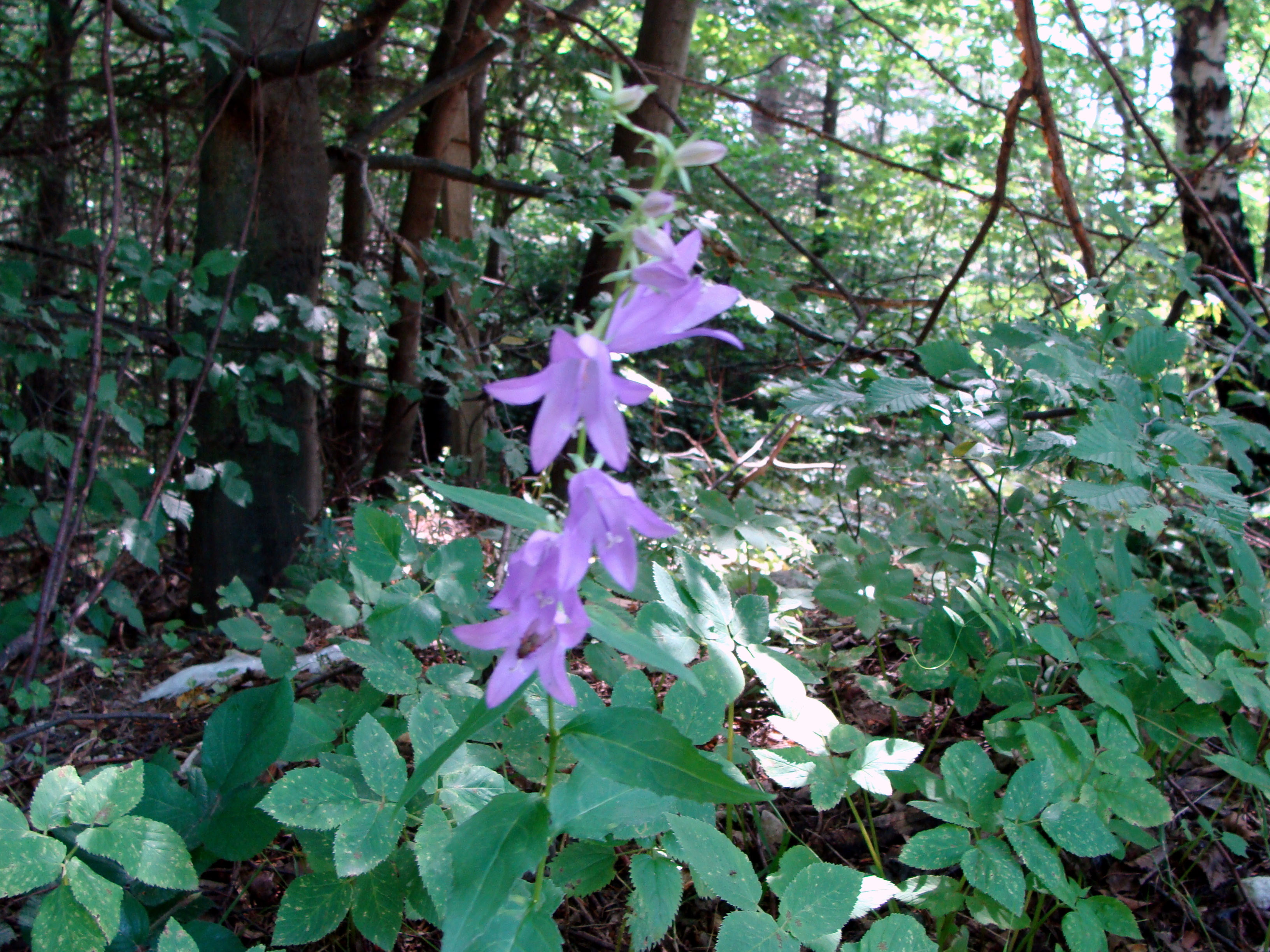
Лісова квітка в природному парку „Болгарка“
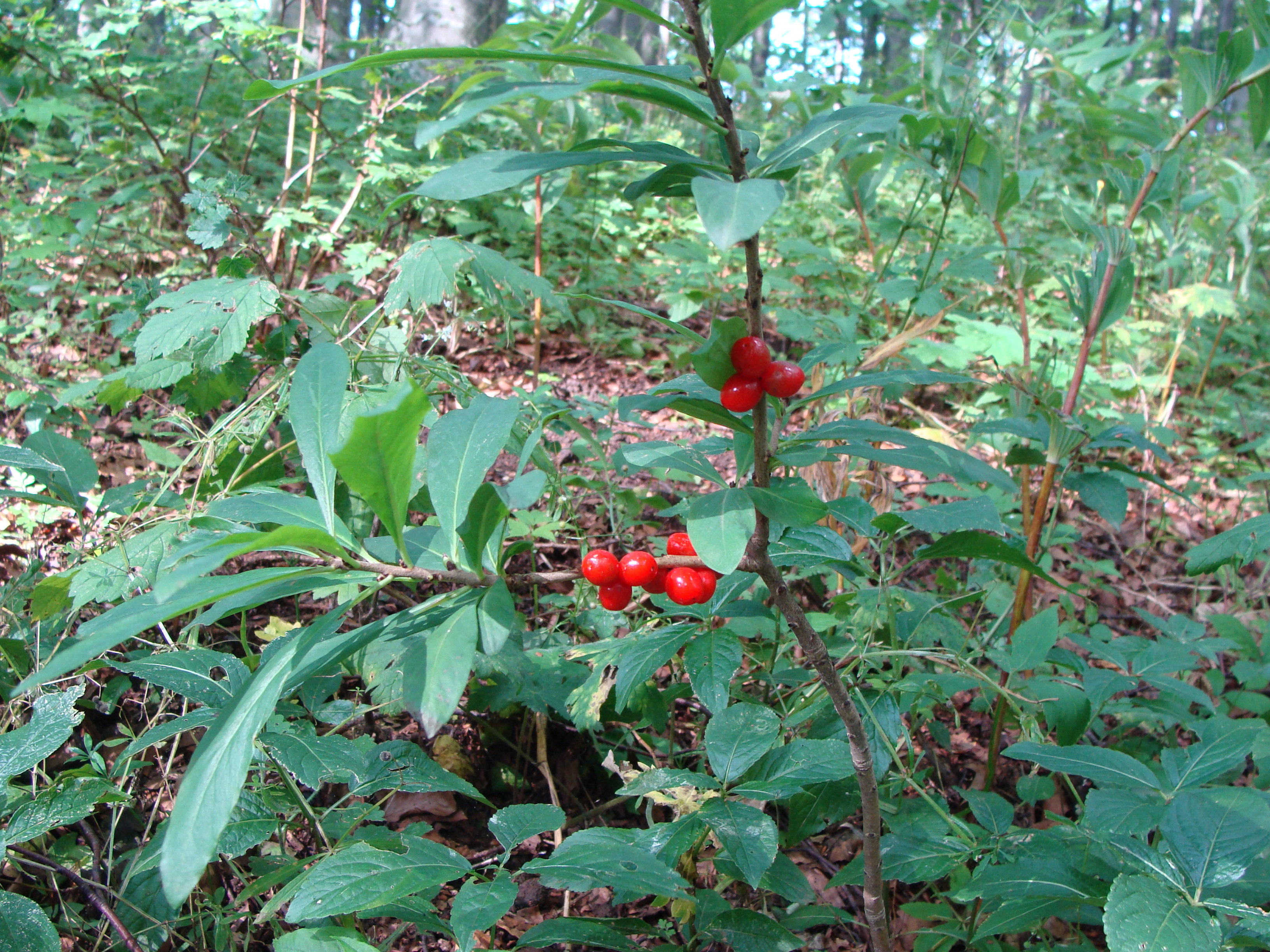
Ягоди (дикого дерева – Daphne mezereum) в природному парку „Болгарка“
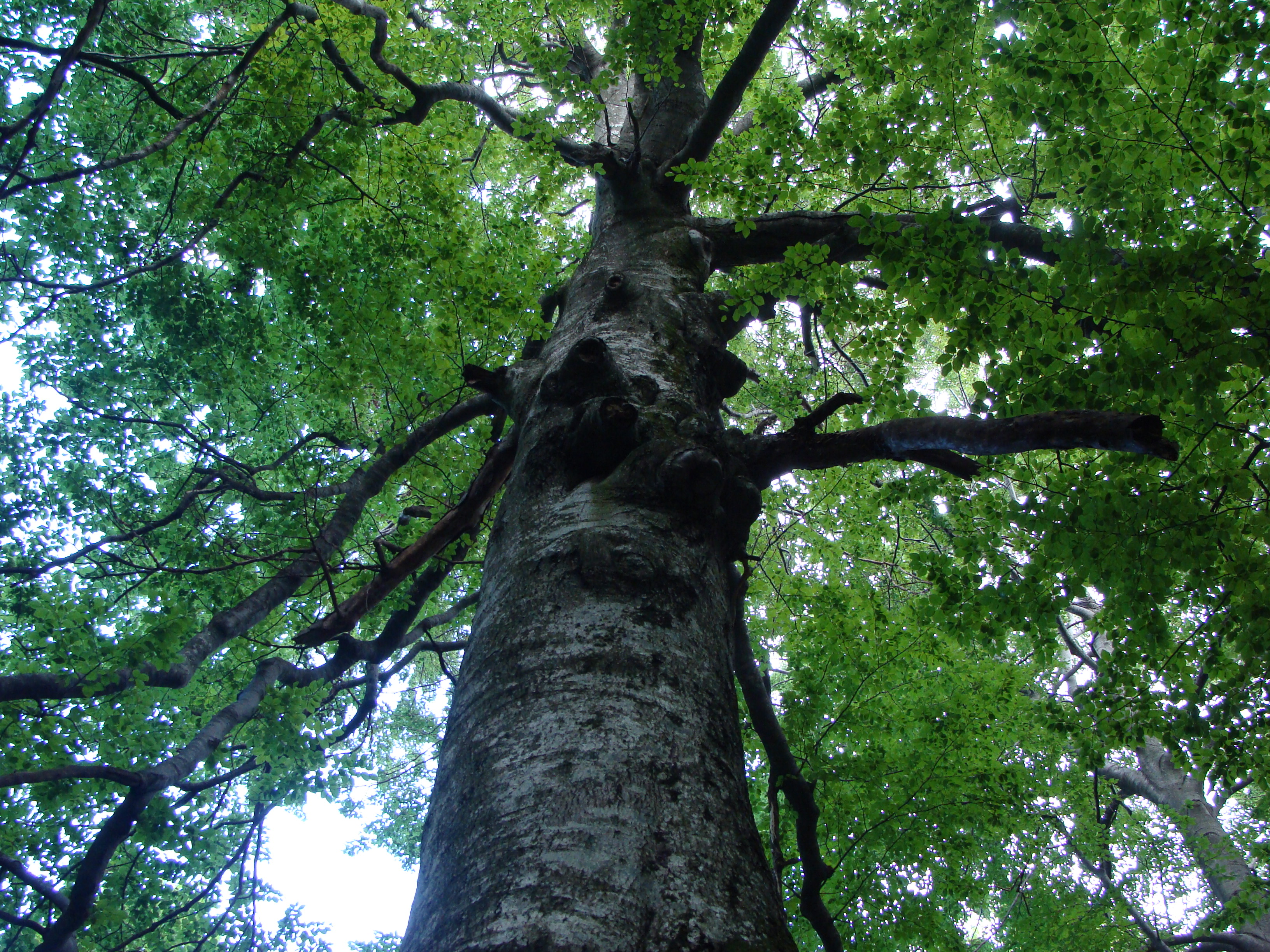
Захищене вікове дерево (бук), природний парк „Болгарка“
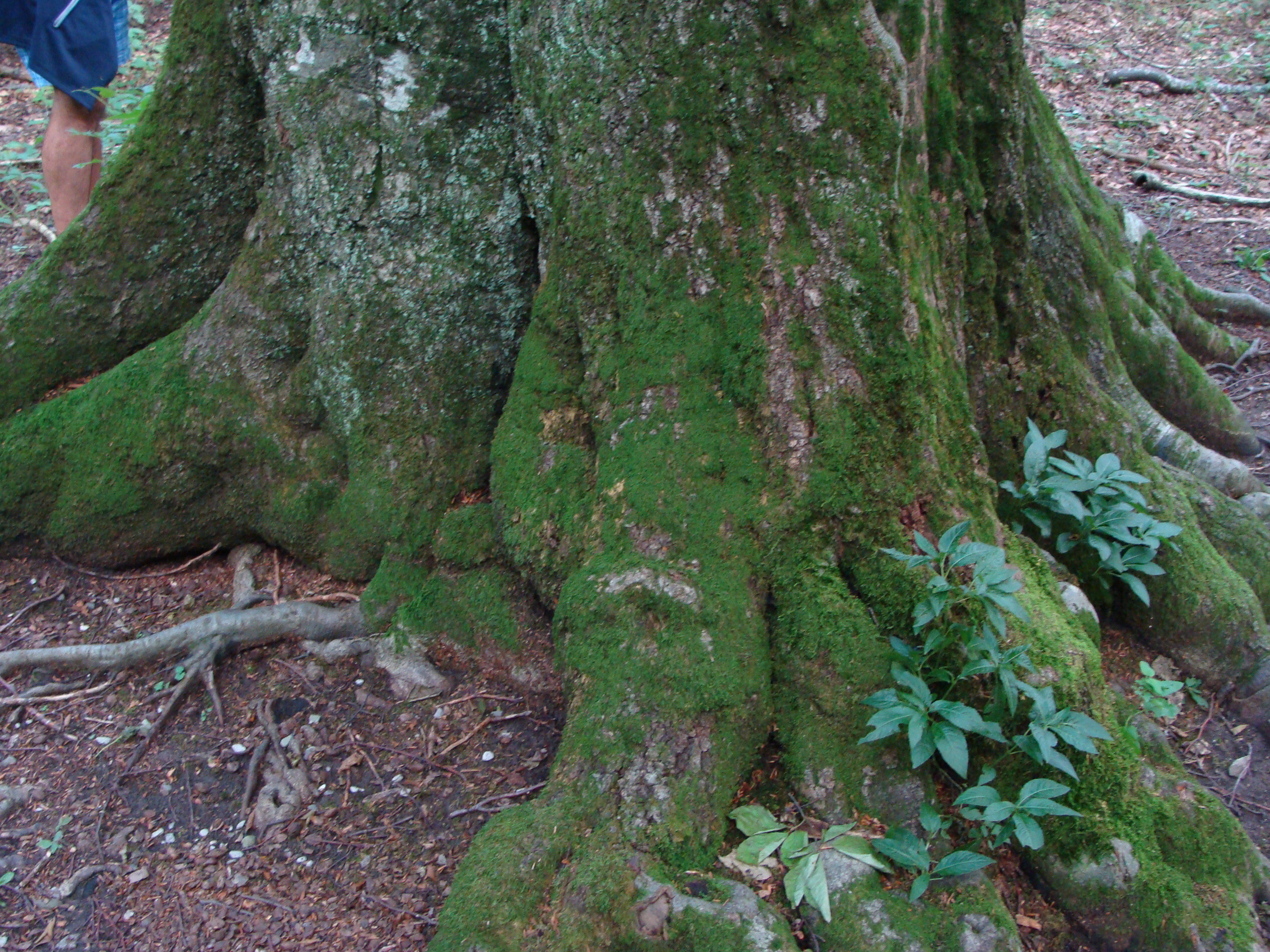
Коріння багатовікового букового дерева в природному парку „Болгарка“
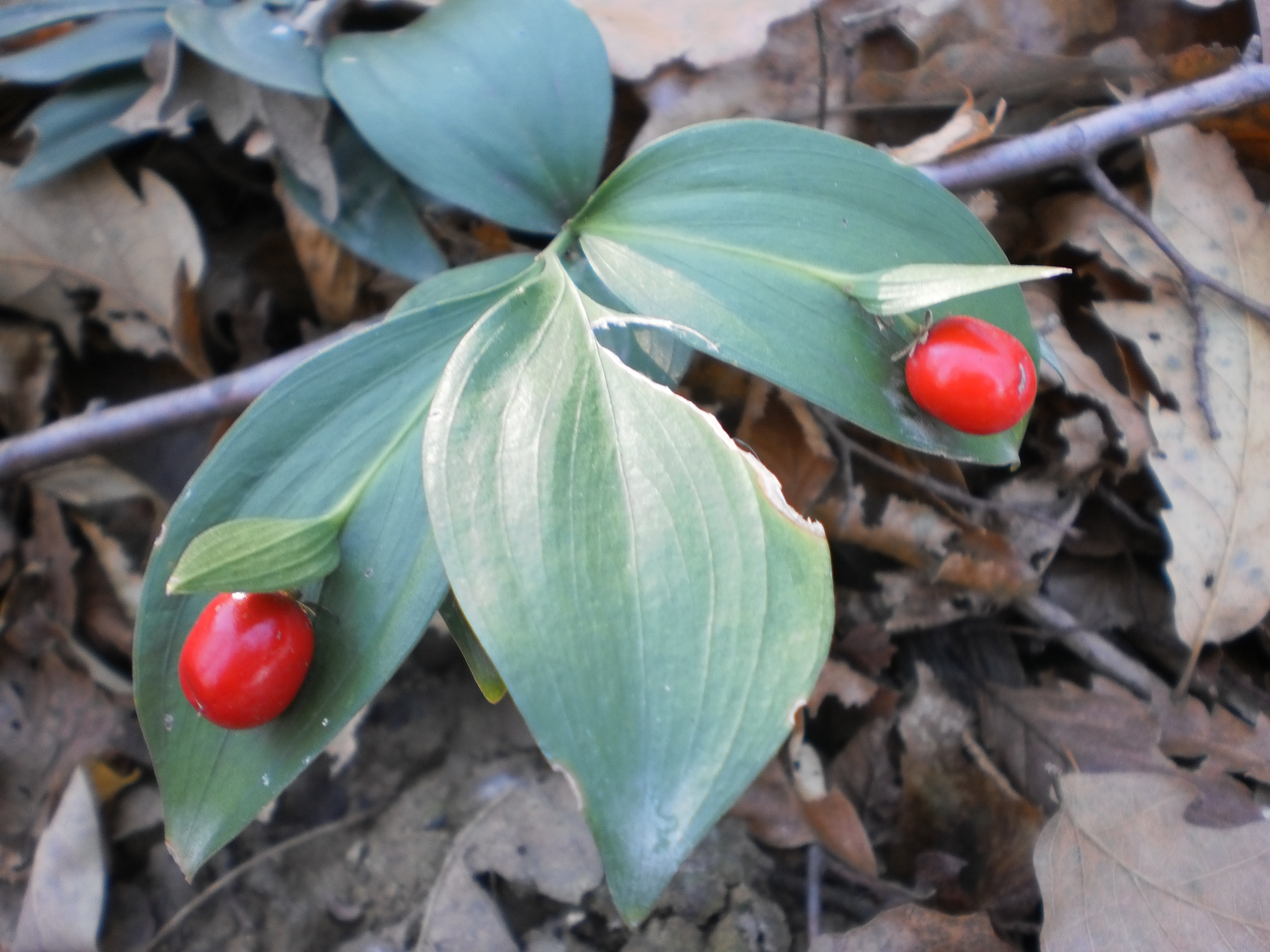
Підбас (Ruscus hypoglossum L.) у широколистяному лісі біля Габрово